# Anb
ANB (tiếng Ả Rập: انب) là một ngôi làng Syria nằm ở Muhambal Nahiyah ở huyện Ariha, Idlib. Theo Cục Thống kê Trung ương Syria (CBS), Anb có dân số 1064 trong cuộc điều tra dân số năm 2004.